# Жебокрицький Віктор Андрійович
Жебокрицький Віктор Андрійович (нар. 2 травня 1906, Калинове — пом. 29 березня 1975, Київ) — історик. Доктор історичних наук (1962), професор (1963). 
Народився в селі Жидівська Гребля (нині село Калинове Таращанського району Київської області) в родині селянина. 1921 року закінчив семирічку. Працював у сільському господарстві, в лікарнях села Ківшовата та міста Білої Церкви. 1931 року, після навчання і складання іспитів на робітничому факультеті, був прийнятий на історичний факультет Київського університету, який закінчив 1934. Цього ж року вступив до аспірантури Київського університету. 
1940 року захистив кандидатську дисертацію на тему: «Політика Німеччини на Балканах у 1912 р. в зв'язку з виникненням Балканської війни». Від 1941 — доцент Київського університету. Учасник Німецько-радянської війни 1941–1945. Від 1945 працював у Київському університеті та за сумісництвом (1947–1955) — старший науковий співробітник в Інституті історії АН УРСР. 
1962 року захистив докторську дисертацію на тему: «Болгарія напередодні і в період Балканських воєн 1912–1913 рр.». Автор 150 наукових праць з історії Болгарії, Першого Інтернаціоналу, Паризької комуни 1871, революційних подій 1917 у Росії та слов'янських країнах, історії України, серії біографічних нарисів про Г. Димитрова, Д. Благоєва, А. Бебеля, Дж. Гарібальді. Під його керівництвом видано перший в Україні підручник «Історія південних і західних слов'ян» (К., 1966). Жебокрицький підготував понад 20 кандидатів і докторів наук. 
Був членом редколегії «Українського історичного журналу» та багатьох наукових збірників. 
Нагороджений орденом «Знак Пошани», болгарським орденом «Кирила і Мефодія» 1-го ступеня, медалями.
Помер у місті Києві.

## Твори
- История Болгарии, т. 1. — М., 1954.
- Болгария накануне Балканских войн 1912–1913 гг. — К., 1960.
- Болгария во время Балканских войн 1912–1913 гг. — К., 1961.